# Hubert Arnold Hilf

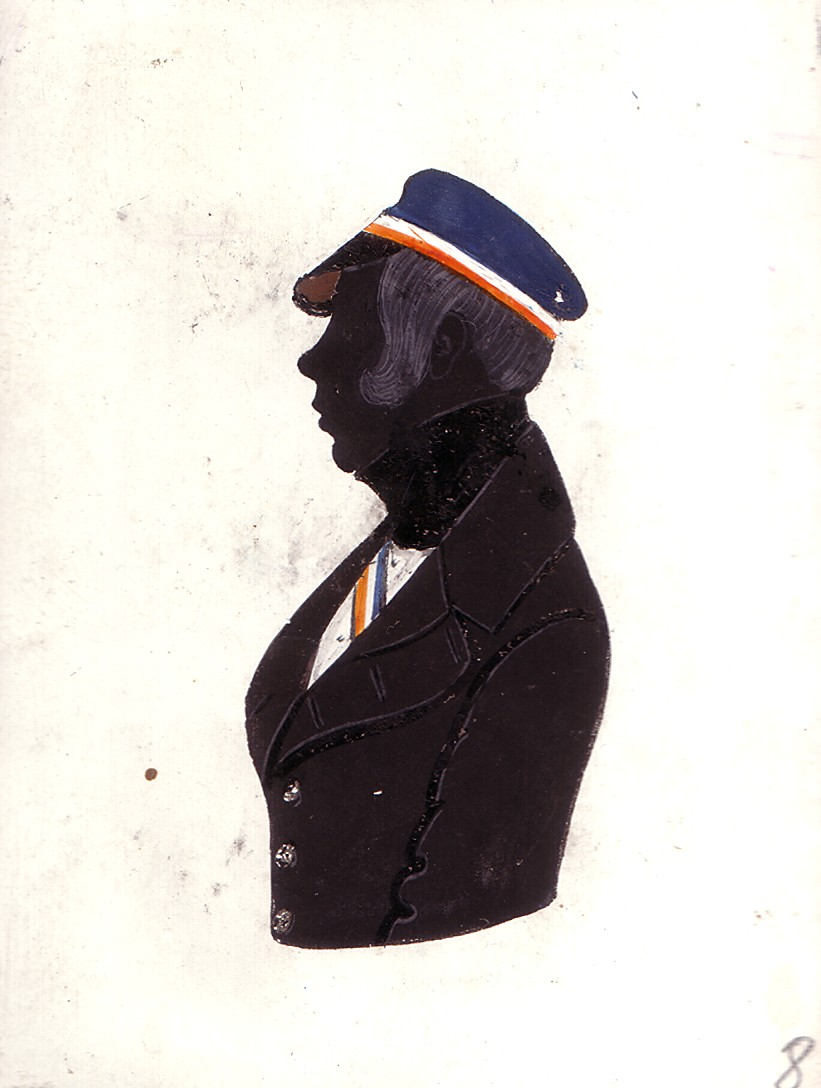
Hilf als Heidelberger Nassauer

Hubert Arnold Hilf (* 25. Dezember 1820 in Limburg an der Lahn; † 18. Januar 1909 ebenda) war ein deutscher Jurist, Unternehmer und Politiker.

## Lebensweg
Hubert Hilf besuchte das Gymnasium Philippinum in Weilburg und studierte Jura an der Universität Heidelberg, wo er Mitglied des Corps Nassovia Heidelberg wurde. 1842 wurde er Amtsakzessist in Hadamar, 1843 Akzessist am nassauischen Hof- und Appellationsgericht in Usingen. 1845 ließ er sich als Rechtsanwalt in Hadamar nieder. 1848 übersiedelte er als Rechtsanwalt und Notar nach Limburg an der Lahn. Hier beteiligte sich Hilf an der Gründung des Limburger Vorschußvereins (dessen Vorsitz er 1860 übernahm), war Teilhaber an verschiedenen Bergwerksunternehmen, gründete 1862 die Limburger Gaswerke und war 1871 Mitglied des Konsortiums zur Wiederinbetriebnahme der Mineralquellen in Oberselters. Er war außerdem geschäftsführender Gesellschafter der Firma H. A. Hilf & Cie. und Direktionsmitglied der Nassauischen Landesbank. 1864 war Hilf Gründungsmitglied der Industrie- und Handelskammer Limburg (1871–1907 deren Vorsitzender, später Ehrenvorsitzender).
Als Rechtsanwalt gehörte er auch dem Vorstand der Anwaltskammer für den Oberlandesgerichtsbezirk Frankfurt an.
Politisch engagierte er sich für die Nassauische Fortschrittspartei bzw. später die Deutsche Fortschrittspartei in vielfältigen Gremien. Er war Stadtverordnetenvorsteher in Limburg, 1858 bis 1863 Mitglied der I. Kammer der Nassauischen Landstände, 1875 bis 1881 Mitglied des Reichstages, 1886 bis 1908 Abgeordneter des Kreis- und Kommunallandtages (1886 bis 1898 dessen Präsident, 1900 bis 1908 Alterspräsident), ab 1890 Mitglied des Provinziallandtages der Provinz Hessen-Nassau und Vorsitzender des Provinzialausschusses.

## Auszeichnungen
Hilf war Geheimer Justizrat. In seiner Heimatstadt Limburg wurde die Hubert-Hilf-Straße nach ihm benannt.